# Anton Forsberg
Anton Forsberg (* 27. November 1992 in Härnösand) ist ein schwedischer Eishockeytorwart, der seit März 2021 bei den Ottawa Senators aus der National Hockey League unter Vertrag steht.

## Karriere

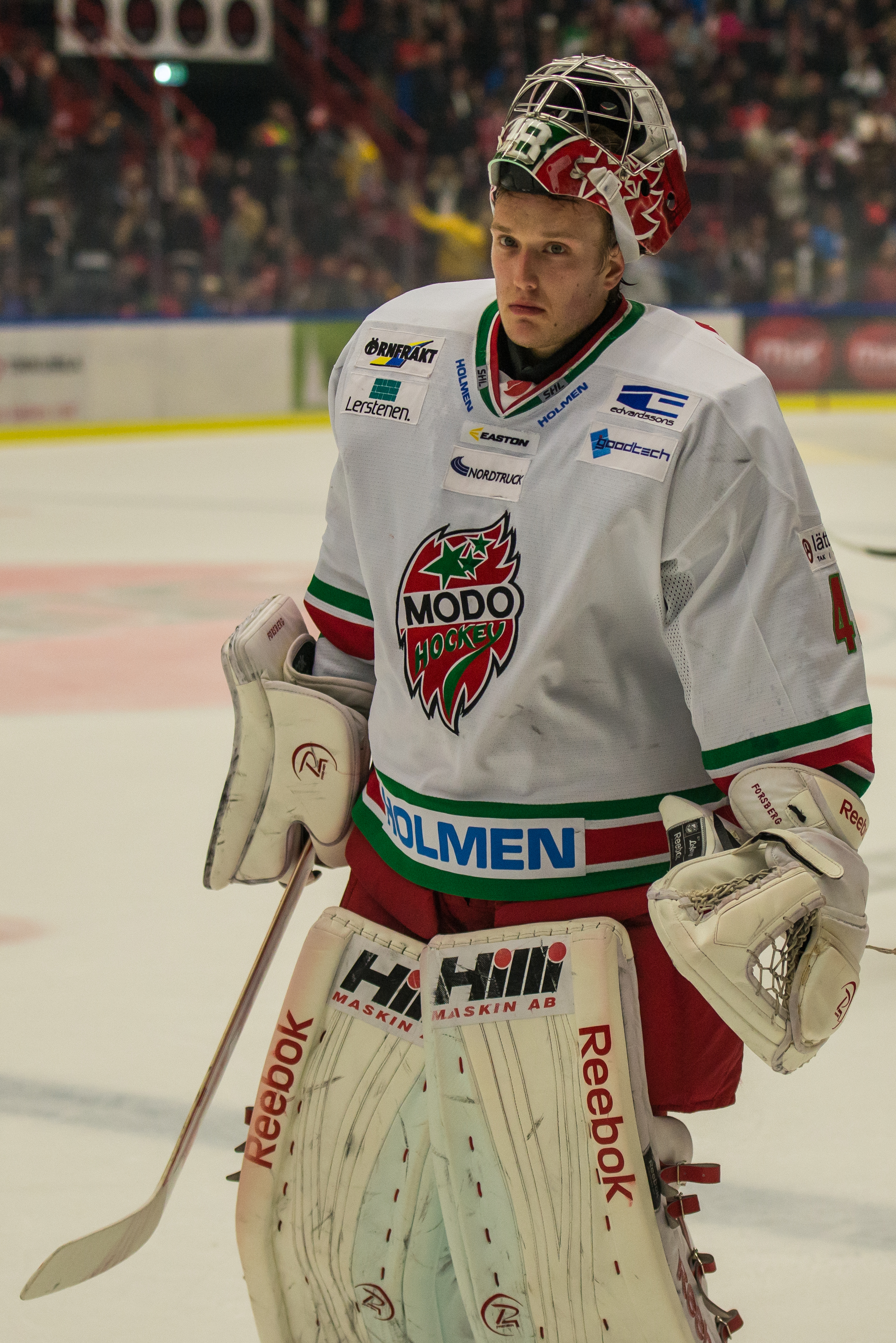
Anton Forsberg (2013)

Anton Forsberg begann seine Karriere als Eishockeyspieler in seiner Heimatstadt in der Nachwuchsabteilung von AIK Härnösand, in der er bis 2008 aktiv war. In der Saison 2007/08 gab er zudem sein Debüt für die erste Mannschaft des Vereins in der drittklassigen Division 1. Zur folgenden Spielzeit wechselte der Torwart in die Nachwuchsabteilung von MODO Hockey, für dessen U18- bzw. U20-Junioren er in den folgenden vier Jahren zwischen den Pfosten stand. In der Saison 2010/11 lief er zudem ein weiteres Mal für seinen Ex-Klub AIK Härnösand in der Division 1 auf.
Im NHL Entry Draft 2011 wurde Forsberg in der siebten Runde als insgesamt 188. Spieler von den Columbus Blue Jackets ausgewählt, blieb jedoch zunächst weiterhin bei MODO Hockey, für dessen Profimannschaft er im Laufe der Saison 2011/12 zu seinem Debüt in der Elitserien, der höchsten schwedischen Spielklasse, kam.
Ende der Saison 2013/14 wechselte Forsberg nach Nordamerika, wo er vorerst für die Springfield Falcons in der American Hockey League (AHL) zum Einsatz kam. In den folgenden Spielzeiten 2014/15 und 2015/16 kam er jeweils zu wenigen NHL-Einsätzen für die Blue Jackets und spielte hauptsächlich für deren AHL-Farmteams, wobei er mit den Lake Erie Monsters 2016 den Calder Cup gewann. In den Playoffs war er dabei der Torhüter mit der höchsten Fangquote (94,9 %), dem geringsten Gegentorschnitt (1,34) und den meisten Shutouts (2).
Nach drei Jahren in der Organisation der Blue Jackets wurde Forsberg im Juni 2017 samt Brandon Saad und einem Fünftrunden-Wahlrecht für den NHL Entry Draft 2018 an die Chicago Blackhawks abgegeben, die im Gegenzug Artemi Panarin, Tyler Motte sowie ein Sechstrunden-Wahlrecht für den NHL Entry Draft 2017 nach Columbus schickten. Die Position des Backups hinter Corey Crawford verlor er zur Saison 2018/19 an Cam Ward, sodass er zu den Rockford IceHogs in die AHL geschickt wurde. Dort verbrachte der Schwede das gesamte letzte Jahr seines bestehenden Vertrags mit der Organisation. Im Juni 2019 wurde er schließlich mit seinem Landsmann Gustav Forsling zu den Carolina Hurricanes transferiert. Im Gegenzug erhielt Chicago Calvin de Haan und Aleksi Saarela. Nach einem Jahr in Carolina wurde sein auslaufender Vertrag nach der Spielzeit 2019/20 nicht verlängert, sodass er sich im Oktober 2020 als Free Agent den Edmonton Oilers anschloss. Diese wollten ihn im Januar 2021 über den Waiver in die AHL schicken, wobei er jedoch von den Hurricanes zurück nach Carolina geholt wurde. Wenige Tage später gelangte er auf die gleiche Art zu den Winnipeg Jets, ehe er, ohne ein Spiel für das Franchise zu bestreiten, im März 2021 abermals über den Waiver von den Ottawa Senators verpflichtet wurde.
Bei den Senators avancierte der Schwede in der Saison 2021/22 zum Stammtorhüter, wobei er sich gegen den auch häufig verletzten Matt Murray sowie gegen Filip Gustavsson durchsetzte.

### International
Für Schweden nahm Forsberg an der U20-Junioren-Weltmeisterschaft 2012 teil. Im Turnierverlauf kam er als Ersatztorwart von Johan Gustafsson zu zwei Einsätzen, bei denen er mit einem Gegentorschnitt von 0,99 pro Spiel und einer Fangquote von 93,3 Prozent überzeugen konnte. Mit seiner Mannschaft gewann er schließlich die Goldmedaille.

## Erfolge und Auszeichnungen
- 2012 Goldmedaille bei der U20-Junioren-Weltmeisterschaft
- 2016 Calder-Cup-Gewinn mit den Lake Erie Monsters
- 2017 Teilnahme am AHL All-Star Classic

## Karrierestatistik
Stand: Ende der Saison 2024/25

### International
Vertrat Schweden bei:
- U20-Junioren-Weltmeisterschaft 2012

(Legende zur Torhüterstatistik: GP oder Sp = Spiele insgesamt; W oder S = Siege; L oder N = Niederlagen; T oder U oder OT = Unentschieden oder Overtime- bzw. Shootout-Niederlage; Min. = Minuten; SOG oder SaT = Schüsse aufs Tor; GA oder GT = Gegentore; SO = Shutouts; GAA oder GTS = Gegentorschnitt; Sv% oder SVS% = Fangquote; EN = Empty Net Goal; 1 Play-downs/Relegation; Kursiv: Statistik nicht vollständig)